# Robert Kane (produttore)
Robert Kane, talvolta accreditato come Robert T. Kane (Jamestown, 15 settembre 1886 – Honolulu, 5 gennaio 1957), è stato un produttore cinematografico statunitense.

## Biografia
Robert Kane iniziò a lavorare nel cinema negli anni venti. Il suo nome compare come architetto scenografo nei credits di Sackcloth and Scarlet, un film del 1925 diretto da Henry King. Nel 1926, Kane creò una piccola compagnia, la Robert Kane Productions, che produsse in un anno otto film.
La sua carriera fu essenzialmente legata alla produzione, sia come produttore, produttore esecutivo, supervisore, presentatore e direttore di produzione. Tra i suoi film più conosciuti, associato a Darryl F. Zanuck, la versione del 1941 di Sangue e arena con Tyrone Power, Rita Hayworth e Linda Darnell. Lavorò negli Stati Uniti e in Europa. Tra i registi che diressero film da lui prodotti, nomi come Frank Capra, Raoul Walsh, Victor Sjöström, Rouben Mamoulian, Allan Dwan, Anatole Litvak, Mervyn LeRoy. Lavorò anche con l'italiano Amleto Palermi, in una produzione italiana della Paramount e con il francese Marcel Pagnol.

## Filmografia
La filmografia è completa.

### Produttore
- Broadway Nights, regia di Joseph C. Boyle (1927)
- Per l'amore di Mike (For the Love of Mike), regia di Frank Capra (1927)
- At the Dentist's, regia di Basil Smith (1929)
- Mother's Boy, regia di Bradley Barker (1929)
- Lucky in Love
- The End of the World, regia di Bradley Barker (1929)
- Un hombre de suerte, regia di Benito Perojo (1930)
- Perché no?, regia di Amleto Palermi (1930)
- A Shocking Affair, regia di Mort Blumenstock (1931)
- Hot Shivers, regia di Mort Blumenstock (1931)
- Marius, regia di Marcel Pagnol (1931)
- La Pouponnière, regia di Jean Boyer (1933)
- Il paradiso delle stelle (George White's Scandals), regia di Thornton Freeland, Harry Lachman e George White (1934)
- Carovane o Carovana tzigana (Caravan), regia di Erik Charell (1934)
- Sotto pressione (Under Pressure), regia di Raoul Walsh (1935)
- Spring Tonic, regia di Clyde Bruckman (1935)
- The Daring Young Man, regia di William A. Seiter (1935)
- Orchids to You, regia di William A. Seiter (1935)
- Dressed to Thrill, regia di Harry Lachman (1935)
- Sangue gitano (Wings of the Morning), regia di Harold D. Schuster e, non accreditato, Glenn Tryon (1937)
- Il manto rosso (Under the Red Robe), regia di Victor Sjöström (1937)
- Pranzo al Ritz (Dinner at the Ritz), regia di Harold D. Schuster (1937)
- Keep Smiling, regia di Monty Banks (1938)
- Inspector Hornleigh, regia di Eugene Forde (1939)
- So This Is London, regia di Thornton Freeland (1939)
- Shipyard Sally, regia di Monty Banks (1939)
- Sangue e arena (Blood and Sand), regia di Rouben Mamoulian (1941)
- A Very Young Lady, regia di Harold D. Schuster (1941)
- La famiglia Sullivan (The Sullivans), regia di Lloyd Bacon (1944)
- Ultima tappa per gli assassini (Canon City), regia di Crane Wilbur (1948)
- Egli camminava nella notte (He Walked by Night), regia di Alfred L. Werker e, non accreditato, Anthony Mann (1948)

### Varie
- La casa degli eroi (The New Commandment), regia di Howard Higgin - presentatore (1925)
- Bluebeard's Seven Wives, regia di Alfred Santell - presentatore (1925)
- The Reckless Lady, regia di Howard Higgin - presentatore (1926)
- The Dancer of Paris, regia di Alfred Santell - presentatore (1926)
- The Wilderness Woman, regia di Howard Higgin - presentatore (1926)
- The Great Deception, regia di Howard Higgin - presentatore (1926)
- Prince of Tempters, regia di Lothar Mendes - presentatore (1926)
- High Hat, regia di James Ashmore Creelman - presentatore (1927)
- Convoy, regia di Joseph C. Boyle e, non accreditato, Lothar Mendes - presentatore (1927)
- Broadway Nights, regia di Joseph C. Boyle - presentatore (1927)
- Dance Magic, regia di Victor Halperin - presentatore (1927)
- Per l'amore di Mike (For the Love of Mike), regia di Frank Capra - presentatore (1927)
- Moglie senza chich (French Dressing), regia di Allan Dwan - presentatore (1927)
- The Whip Woman, regia di Joseph C. Boyle - presentatore (1928)
- Mad Hour, regia di Joseph C. Boyle - presentatore (1928)
- Harold Teen, regia di Mervyn LeRoy - presentatore (1928)
- Lucky in Love, regia di Kenneth S. Webb - supervisore (1929)
- Inspector Hornleigh, regia di Eugene Forde - managing director  (1939)
- Sono un disertore (This Above All), regia di Anatole Litvak - direttore di produzione, non accreditato (1942)

### Scenografo
- Sackcloth and Scarlet, regia di Henry King (1925)

### Robert Kane Productions
- The Wilderness Woman, regia di Howard Higgin (1926)
- The Great Deception, regia di Howard Higgin (1926)
- Prince of Tempters, regia di Lothar Mendes (1926)
- High Hat, regia di James Ashmore Creelman - presentatore (1927)
- Convoy, regia di Joseph C. Boyle e, non accreditato, Lothar Mendes (1927)
- Broadway Nights, regia di Joseph C. Boyle (1927)
- Dance Magic, regia di Victor Halperin (1927)
- Per l'amore di Mike (For the Love of Mike), regia di Frank Capra (1927)